# Deșertul Monegros
Deșertul Monegros este o arie protejată (arie specială de conservare — SAC, sit de importanță comunitară — SCI) din Spania întinsă pe o suprafață de 35.670,46 ha, integral pe uscat.

## Localizare
Centrul sitului Deșertul Monegros este situat la coordonatele 41°24′37″N 0°15′03″W / 41.4104°N 0.250805°V.

## Înființare
Situl Deșertul Monegros a fost declarat sit de importanță comunitară în iulie 2000 pentru a proteja 2 specii de plante. Situl a fost protejat și ca arie specială de conservare în februarie 2021.

## Biodiversitate
Situată în ecoregiunea mediteraneană, aria protejată conține 13 habitate naturale: Lande oro-mediteraneene cu formațiuni endemice de grozamă, Salicornia și alte specii anuale care populează regiunile mlăștinoase și nisipoase, Matorral arborescenți cu Juniperus spp., Râuri mediteraneene cu debit permanent și vegetație de Glaucium flavum, Vegetație gipsofilă iberică (Gypsophiletalia), Pășuni mediteraneene udate de apa mării (Juncetalia maritimi), Galerii de Salix alba și de Populus alba, Stepe sărăturate mediteraneene (Limonietalia), Tufărișuri halo-nitrofile (Pegano-Salsoletea), Pseudostepă cu ierburi și specii anuale de Thero-Brachypodietea, Tufărișuri halofile mediteraneene și termo-atlantice (Sarcocornetea fruticosi), Păduri de pin mediteraneene cu pini mezogeni endemici, Galerii și tufărișuri riverane sudice (Nerio-Tamaricetea și Securinegion tinctoriae).
La baza desemnării sitului se află mai multe specii protejate:
- plante (2): Boleum asperum, Riella helicophylla

Pe lângă speciile protejate, pe teritoriul sitului au mai fost identificate 24 de specii de plante, 19 specii de păsări, 4 specii de amfibieni, 2 specii de mamifere, 1 specie de nevertebrate, 3 specii de reptile.